# Cyptochirus decellei
Cyptochirus decellei là một loài bọ cánh cứng trong họ Bọ hung (Scarabaeidae).